# خطر (نبات)
الخِطْر وهي الخشب الأصفر في الإنجليزية هو جنس من تسعة أنواع من النباتات المزهرة في فصيلة البقولية ، ثمانية أصليين في شرق آسيا وواحد في جنوب شرق أمريكا الشمالية. أخشابها صلبة قصيفة لونها إلى الصفرة تستعمل في الصناعات الدقيقة.

## الأنواع
من أنواعه:
- خطر صيني
- خطر صباغي